# جوي فوتو
جوي فوتو (مواليد 10 سبتمبر 1983) هو لاعب كرة القاعدة كندي يلعب في نادي سينسيناتي ريدز.